# 농어촌환경기술연구소
농어촌환경기술연구소는 1993년 2월 24일 설립허가된 대한민국 농림축산식품부 소관의 재단법인이다. 사무실은 서울특별시 서초구 방배동 897-1, 경수빌딩 401호에 있다.

## 설립 목적
농어촌의 생산기반정비 및 소득기반 확충 등 개발과 환경이 조화되는 쾌적한 생활환경을 위한 연구로 높은 소득의 새로운 복지농어촌 건설에 기여함을 목적으로 한다.

## 대표자
- 이사장 : 윤경섭

## 주요 사업
- 농어촌의 자연환경, 생활환경, 생산환경 등 환경에 관한 연구
- 농어촌의 생산기반 정비와 신농어촌건설 등 개발과 환경문제를 연계한 계획, 설계, 시공 등 종합 연구
- 상기 연구결과 대책 강구, 자문 및 홍보
- 정부 및 지방자치단체 또는 국내외 공공기관과 기타 자로부터 의뢰된 계획, 조사, 설계, 시공 등에 대한 연구사업
- 위 각호에 부대하는 사업

## 회원 자격
- 연구소에 출연한 자
- 연구소의 목적과 관련된 경력이 인정되는 자
- 연구소의 발전을 위하여 헌신적으로 공헌하거나 유익하다고 인정되는 자